# Lazier Partners Racing
Lazier Partners Racing é uma equipe norte-americana de automobilismo fundada em 2013 pelo ex-piloto Bob Lazier. Disputa a IndyCar Series desde o citado ano, participando apenas das 500 Milhas de Indianápolis. Além do pai de Jaques Lazier e Buddy Lazier, Corbet Krause, Chris Nielsen, Jason Peters, entre outros, participaram da criação do time.
A equipe pretendia fazer uma inscrição para a etapa de 2012, mas não conseguir arranjar dinheiro o suficiente para colocar um carro na pista. Na edição de 2013, Buddy Lazier (filho mais velho de Bob) voltou à IndyCar 4 anos após a malsucedida tentativa de classificação para a prova em 2009, quando corria pela Hemelgarn. Para correr em 2013, Bob Lazier comprou o chassi da Fan Force United, usado por Jean Alesi na edição anterior, por 250 mil dólares, e trocou o motor Lotus por um propulsor da Chevrolet. Dennis Lacava foi escolhido como chefe de equipe, que também contratou ex-funcionários da Hemelgarn. A Lazier Partners precisava de 500 mil dólares para tentar correr em Indianápolis, e conseguiu o patrocínio da Advance Auto Parts e da Peak Motor Oil, usando o #91, usado por Buddy em sua fase áurea durante a passagem pela mesma Hemelgarn. Em homenagem às vítimas do tornado Moore, o carro foi batizado de "Spirit of Oklahoma".
Buddy Lazier, que não havia pilotado o Dallara DW12 adotado na temporada anterior, classificou-se no bump day, ficando em 31º lugar, entre o novato Conor Daly (Foyt) e a inglesa Katherine Legge (Schmidt-Peterson). Um problema mecânico abreviou a participação do campeão das 500 Milhas de 1996, após 44 voltas.
Inscreveu-se novamente em 2014, também com Buddy Lazier, que repensou a aposentadoria para arrecadar fundos à Instituto Stephen A. Wynn para Pesquisa da Visão da Universidade de Iowa. A participação de Buddy teve a ver com a filha do piloto, Jacqueline Lazier, que é portadora de aniridia (raro problema de visão que ocorre por ausência parcial ou total da íris). Novamente pelo bump day, o ex-campeão da IRL largou em último lugar, ficando atrás do novato Sage Karam (Dreyer & Reinbold/Ganassi) e Sebastián Saavedra (KV). Mais uma vez, problemas mecânicos encerraram a participação de Buddy Lazier, desta vez com 87 voltas disputadas.
Na edição de 2015, a equipe não participaria dos treinos até quinta-feira, em decorrência do baixo orçamento, de problemas em 2 motores e da chuva que inviabilizou a presença na pista. Nem mesmo as alterações no carro deram certo, e Buddy Lazier não conseguiu a classificação.
Para a edição de 2016, a Lazier Partners associou-se a Tom Burns, que chegou a ter equipe própria na CART e que também participava de competições em ovais de terra, passando a se chamar Lazier Burns Racing e também mudou o número - o #91 deu lugar ao #4, cuja utilização ficou vaga após a saída da Panther Racing da IndyCar em 2014. Novamente um problema mecânico fez com que Buddy abandonasse a prova, com 100 voltas percorridas.